# Gastrotheca rebeccae
Gastrotheca rebeccae es una especie de anfibios de la familia Amphignathodontidae. Es endémica del Perú.

## Hábitat
Su hábitat natural se centra en montanos tropicales o subtropicales secos.